# 伊萬·瓊斯
伊萬·瓊斯（英語：Ewen Jones，1960年3月7日—2023年7月13日）是一位澳洲政治人物，他的黨籍是澳洲自由黨。自2010年開始，他是赫伯特選區選出的澳大利亞眾議院的議員。